# Eurodance
Eurodance – gatunek elektronicznej muzyki tanecznej (klubowej) popularny w latach 90. XX wieku, będący podgatunkiem muzyki dance.

## Pochodzenie i nazwa
Gatunek powstał w latach 80. XX wieku w Europie i wywodzi się głównie z muzyki disco, Hi-NRG i house oraz podgatunku muzyki electro – freestyle, a także muzyki hip-hop, hip house, dance-pop, euro disco i techno, a pod koniec lat 90. XX wieku wpływ na ten gatunek muzyczny wywarła także muzyka trance. Nazwa eurodance jest związana z faktem, że gatunek powstał i jest produkowany głównie w Europie, przede wszystkim w takich krajach jak Włochy, Niemcy, Szwecja i Holandia.
Muzyka eurodance nazywana jest także jako muzyka euro, euro-house lub handbag. W Europie gatunek często nazywany jest muzyką dancefloor lub ogólnie muzyką dance.

## Charakterystyka
Charakteryzuje się rytmicznym i szybkim, jednocześnie jednak melodyjnym brzmieniem. Zazwyczaj dzieliły się na partie śpiewane przez wokalistkę oraz kwestie rapowane przez mężczyznę. Słowa utworów eurodance zwykle były proste i „wpadające w ucho”, niosące banalne, najczęściej optymistyczne przesłanie. Prawie wszystkie utwory muzyki eurodance kładą nacisk na brzmienie perkusyjne i rytm, a tempo utworów wynosi zwykle około 140 uderzeń na minutę, ale w niektórych kompozycjach może wynosić od 110 do 150 BPM. W eurodance na porządku dziennym był tzw. millivanilizm – utwory były komponowane przez grupę producentów, często stojących za kilkoma projektami naraz, a głosy należały do profesjonalnych wokalistów – oficjalnymi twarzami olbrzymiej części zespołów byli atrakcyjni fizycznie modele płci męskiej oraz żeńskiej. Stąd też powszechne stosowanie tzw. playbacku w czasie występów. W latach 1996–1997, eurodance w tradycyjnej formie zaczął zanikać, a jego miejsce stopniowo zajmował euro-rap, tworzony w dużej części przez eurodance’owych raperów – zarówno faktycznych wykonawców, jak i wspomnianych wcześniej modeli, którzy porzucili rodzime projekty i rozpoczęli nagrania solowe, bądź też w nowych grupach.

## Historia
Muzyka eurodance powstała w latach 80. XX wieku w Europie, głównie na terenie obecnych Niemiec, gdzie imprezy rave były coraz bardziej popularne. Gatunek wszedł do głównego nurtu muzycznego w 1989 roku, gdy niemieccy producenci muzyczni Michael Münzing i Luca Anzilotti (pod pseudonimami Benito Benites i John „Virgo” Garrett III) założyli zespół Snap! we Frankfurcie. Utwory zespołu Snap! stanowiły połączenie rapu i soulowych wokali dodając przy tym rytm dzięki użyciu technologii komputerowej i połączeniu elektronicznych dźwięków, basu i perkusji. W ten sposób powstał nowy gatunek muzyczny – eurodance. W tym samym roku karierę rozpoczął brytyjski muzyk tego gatunku pochodzenia jamajskiego Ice MC debiutując nagraniem do singla Easy, którego producentem był włoski muzyk Roberto Zanetti znany z muzyki nurtu italo disco jako Savage. W latach 90. XX wieku gatunek ten był bardzo popularny w Europie i był szeroko emitowany na antenach stacji radiowych i telewizyjnych, w wyniku czego wiele singli muzyki eurodance występowało na listach przebojów np. we Włoszech pod koniec maja 1995 roku było siedem singli muzycznych tego gatunku w pierwszej dziesiątce w tabeli list przebojów. W Stanach Zjednoczonych poza większymi miastami takimi jak Nowy Jork, Los Angeles, Chicago, Miami, Houston nurt eurodance nie jest dobrze znany, czego przykładem jest utwór pt. „Scatman (Ski Ba Ba Bop Bop Dop)” z 1994 roku amerykańskiego artysty Johna Scatmana, który pomimo wejścia do list przebojów w wielu krajach europejskich m.in. osiągając numer 1 m.in. Finlandii i Austrii i numer 3 w Wielkiej Brytanii to w Stanach Zjednoczonych osiągnął tylko 60. miejsce na liście Hot 100 magazynu muzycznego „Billboard”. W 2000 roku przemysł muzyczny przestał promować ten nurt w Europie, przez co eurodance stracił popularność na rzecz innych stylów muzyki tanecznej takich jak nu-disco, electro house, dance-pop oraz współczesnej muzyki R&B.

## Muzyka eurodance w Polsce
W Polsce muzyka eurodance wykonywana w języku polskim lub tworzona przez polskich twórców nazywana jest muzyką power dance. W latach 90. XX wieku często polski power dance charakteryzowało też ostrzejsze, „agresywniejsze” brzmienie w stosunku do utworów disco polo i zawierało też elementy muzyki techno. Współcześnie część zespołów muzycznych łączy muzykę power dance z muzyką disco polo. Z tego powodu wobec tych zespołów stosowane jest określenie ich twórczości jako disco polo & dance.